# Ease on Down the Road
«Ease on Down the Road» (с англ. — «Идти по жизни налегке») — песня, написанная Чарли Смоллзом для мюзикла «Виз» 1975 года. В том же году группа Consumer Rapport выпустила студийную версию песни.

## Версия Дайаны Росс и Майкла Джексона
В 1977 году был выпущен кинотеатральный ремейк, где Дайана Росс и Майкл Джексон её исполняли. Как и остальная музыка в фильме, киноверсия «Ease on Down The Road» была спродюсирована Куинси Джонсом. Запись была одним из первых совместных проектов Джексона с Куинси Джонсом, который стал его главным продюсером в 1970-х и 1980-х годах.
Песню было принято решение выпустить в качестве сингла в поддержку саундтрек-альбома в 1978 году. В США песня достигла 41 места в чарте Billboard Hot 100, а также 17 места в чарте Hot Soul Singles. Песня также вошла в топ-40 чартов Канады, Великобритании и Нидерландов.
Запись принесла Росс и Джексону номинацию на премию «Грэмми» в категории «Лучшее исполнение дуэтом или группой в стиле ритм-н-блюз».

### Чарты
| Чарт (1978)                           | Пиковая позиция |
| ------------------------------------- | --------------- |
| Канада (RPM Top Singles)              | 35              |
| Канада (RPM Adult Contemporary)       | 9               |
| Нидерланды (Single Top 100)           | 33              |
| Великобритания (UK Singles Chart)     | 45              |
| США (Billboard Hot 100)               | 41              |
| США (Billboard Hot R&B/Hip-Hop Songs) | 17              |
| США (Billboard Adult Contemporary)    | 40              |
| США (Cash Box Top 100)                | 36              |